# 科皮斯季林
48°51′2″N 28°8′7″E / 48.85056°N 28.13528°E
科皮斯季林（烏克蘭語：Копистирин），是烏克蘭的村落，位於該國西南部文尼察州，由日梅林卡區負責管轄，始建於1432年，面積35.98平方公里，海拔高度285米，2001年人口1,000，人口密度每平方公里27.79人。